# Đại học Panthéon-Sorbonne
Đại học Paris 1 Panthéon-Sorbonne, hay còn gọi ngắn gọn là trường Panthéon-Sorbonne, là trường đại học của Pháp chuyên ngành về khoa học kinh tế và quản lý, nghệ thuật, khoa học xã hội, luật và khoa học chính trị. Trường Sorbonne là nơi sáng lập ra hệ thống HeSam Université nhằm liên kết giáo dục giữa 15 cơ sở đào tạo hàng đầu của Pháp vào năm 2010.
Các cơ sở chính của trường Sorbonne tập trung chủ yếu trong khu Quartier Latin ở trung tâm thủ đô Paris. Ngoài ra, trường cũng sở hữu khoảng 20 cơ sở khác nằm rải rác tại các quận lân cận.

## Lịch sử

### Thành lập
Sau sự kiện biểu tình sinh viên năm 1968, Đại học Paris phân tách thành 7 trường đại học nhỏ theo đề xuất của từng trường. Với sự thống nhất của 3 giáo sư François Luchaire (luật), Henri Bartoli (kinh tế) và Hélène Ahrweiler (khoa học xã hội), trường Panthéon-Sorbonne được thành lập vào năm 1971 sau khi hợp nhất khoa Luật và khoa học kinh tế (Panthéon) với khoa Ngôn ngữ và xã hội nhân văn (Sorbonne).
Ngay sau đó, số học sinh của trường đã tăng thêm 50% và tỷ lệ học sinh đăng ký hoàn thiện cao học tăng rõ rệt. Sự tăng trưởng này, cùng với sự xuất hiện của nhiều khoa nghiên cứu mới (quản lý kinh tế và xã hội, toán áp dụng và khoa học xã hội) đã dẫn tới việc quy mô nhà trường được mở rộng thêm nhiều phân khu mới: Saint-Charles cho các ngành nghệ thuật tạo hình và thiết kế (1973), Tolbiac (1973, nay được đổi tên thành Pierre Mendès-France), Malher về nghiên cứu lịch sử và luật học (1972), René-Cassin cho cử nhân luật (1990), Maison des sciences économiques cho các ngành kinh tế (1998) và Broca là trụ sở Viện đào tạo quản lý doanh nghiệp của Paris (2001).

### Tái cơ cấu trong những năm 2000

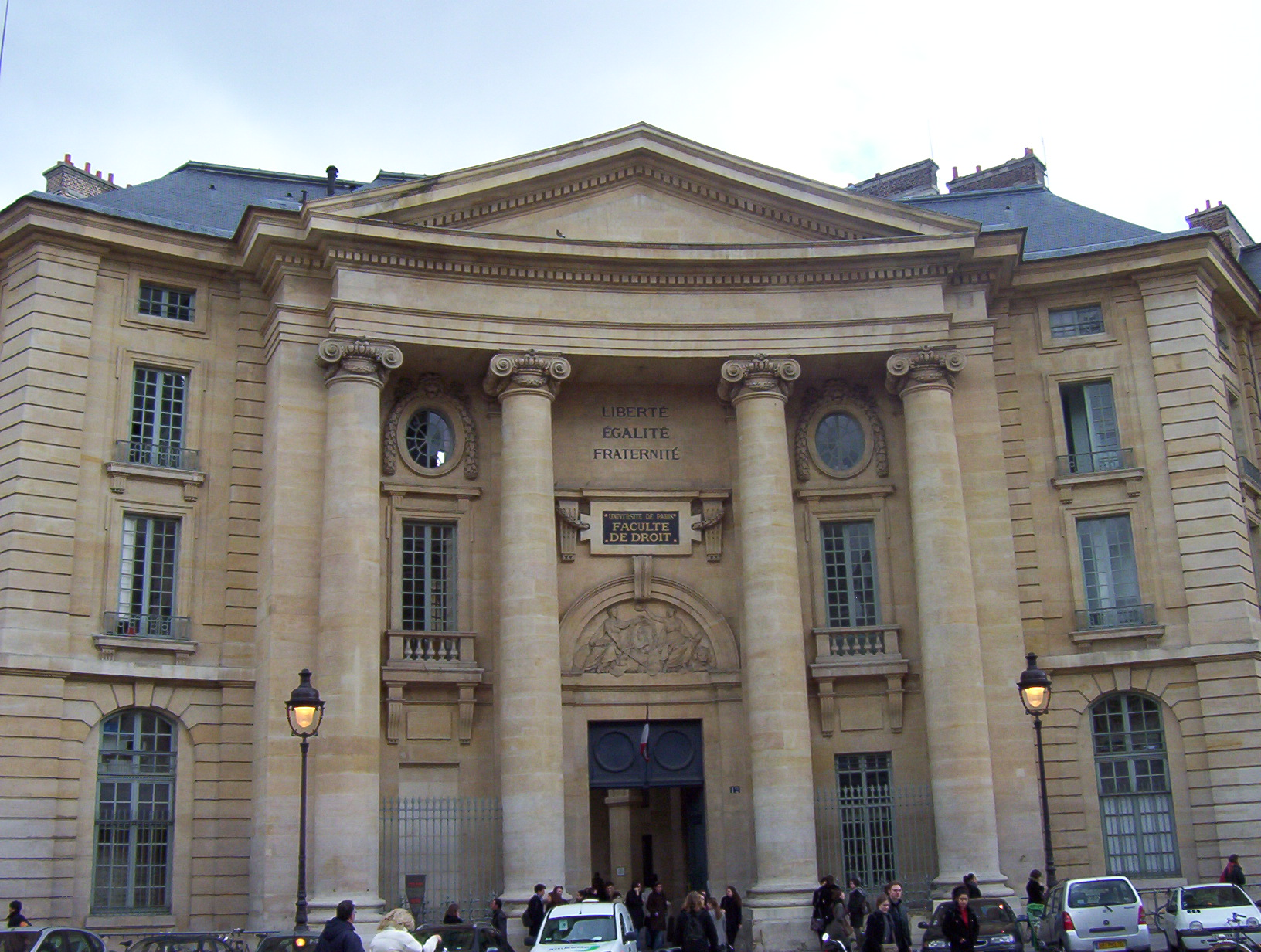
Trụ sở của khoa Luật nằm tại số 1 Quảng trường Panthéon

Sau khi được chọn làm trụ sở của Viện nghiên cứu và đào tạo cao học (PRES) vào năm 2006, trường Paris I trở thành hạt nhân của nhiều dự án liên kết đa đại học, đặc biệt kể từ đề án Plan campus vào năm 2008 được thông qua bởi Thủ tướng François Fillon và Bộ trưởng Bộ giáo dục Valérie Pécresse.
Trường Paris I tiếp tục hoạt động quanh đề án Paris Centre Universités của PRES kể từ năm 2006 với sự hợp tác của 2 trường đại học Paris V và Paris VII. Dự án không đạt được mục đích, và trường V và VII quyết định thành lập một dự án hoàn thiện hơn mang tên Sorbonne Paris Cité. Trường Paris I vì thế cũng thay đổi để đáp ứng với trường đại học khác trong dự án HeSam Université (dự án Cao học Sorbonne về Nghệ thuật).
Trường Paris I cũng cộng tác cùng nhiều trường đại học khác trong dự án Campus Condorcet nhằm mở rộng cơ sở lên phía bắc Paris. Dự án bị gác lại vào năm 2008 vì những vấn đề cơ sở vật chất.

### Hiệu trưởng
| • François Luchaire    | 1970 - 1976, chủ tịch hội đồng thành lập trường giai đoạn 1970-71 |
| • Hélène Ahrweiler     | 1976 - 1981                                                       |
| • Pierre Bauchet       | 1981 - 1982                                                       |
| • Jacques Soppelsa     | 1982 - 1989                                                       |
| • Georges Haddad       | 1989 - 1995                                                       |
| • Yves Jegouzo         | 1994 - 1999                                                       |
| • Michel Kaplan        | 1999 - 2004                                                       |
| • Pierre-Yves Hénin    | 2004 - 2009                                                       |
| • Jean-Claude Colliard | 2009 - 2012                                                       |
| • Philippe Boutry      | 2012 - nay                                                        |

### Các chuyên ngành
Có tổng cộng 14 chuyên ngành đào tạo và nghiên cứu, được phân chia trong 3 phân ban
· Khoa học kinh tế và quản lý
1. Kinh tế (UFR 02)
2. Quản lý doanh nghiệp (UFR 06)
3. Toán tin (UFR 27)

· Khoa học xã hội
1. Lịch sử nghệ thuật và khảo cổ học (UFR 03)
2. Nghệ thuật tạo hình và khoa học nghệ thuật (UFR 04)
3. Địa lý (UFR 08)
4. Lịch sử (UFR 09)
5. Triết học (UFR 10)

· Trường Luật Sorbonne
1. Luật đại cương (UFR 26)
2. Luật công, quản lý và hành chính (UFR 01)
3. Luật kinh doanh (UFR 05)
4. Luật châu Âu và quốc tế (UFR 07)
5. Khoa học chính trị (UFR 11)
6. Việc làm và nghiên cứu các vấn đề xã hội (UFR 12)

### Trụ sở
1. Văn phòng hiệu trưởng, 12 Quảng trường Panthéon
2. Cơ sở Panthéon (quảng trường Panthéon)
3. Cơ sở Sorbonne (quảng trường Sorbonne)
4. Cơ sở Pierre-Mendès-France (còn có tên là Tolbiac)
5. Cơ sở Tolbiac
6. Viện nghiên cứu Địa lý
7. Viện nghiên cứu Hải dương học
8. Cơ sở Port Royal - René Cassin
9. Cơ sở Broca
10. Cơ sở Michelet
11. Cơ sở Mahler
12. Cơ sở Bourg-La-Reine
13. Cơ sở René-Ginouvès
14. Vườn nhiệt đới Paris
15. Cơ sở Vivienne
16. Cơ sở St Charles
17. Cơ sở Four
18. Cơ sở Ulm
19. Cơ sở Aubervilliers (đang xây dựng theo dự án Campus Condorcet)